# ديميتار إيلييف (لاعب كرة قدم)
ديميتار إيلييف (بالبلغارية: Димитър Илиев)‏ هو لاعب كرة قدم بلغاري في مركز الهجوم، ولد في 23 سبتمبر 1988 في بلوفديف في بلغاريا. شارك مع منتخب بلغاريا تحت 17 سنة لكرة القدم ومنتخب بلغاريا تحت 19 سنة لكرة القدم ومنتخب بلغاريا تحت 21 سنة لكرة القدم. أما مع النوادي، فقد لعب مع سسكا صوفيا ونادي لوكوموتيف بلوفديف ونادي لوكوموتيف صوفيا.

## وصلات خارجية
- ديميتار إيلييف (لاعب كرة قدم) على موقع الاتحاد الدولي (مؤرشف)  (الإنجليزية)
- ديميتار إيلييف (لاعب كرة قدم) على موقع الاتحاد الأوربي (الإنجليزية)
- ديميتار إيلييف (لاعب كرة قدم) على موقع قاعدة بيانات كرة القدم.إي يو (الإنجليزية)
- ديميتار إيلييف (لاعب كرة قدم) على موقع ناشيونال فوتبول تيمز (الإنجليزية)
- ديميتار إيلييف (لاعب كرة قدم) على موقع Soccerway.com (الإنجليزية)
- ديميتار إيلييف (لاعب كرة قدم) على موقع عالم كرة القدم.نت (الإنجليزية)